# Alexandre I de Alexandria
Alexandre de Alexandria foi o décimo-nono Patriarca de Alexandria, de 313 até sua morte, sucessor de Áquila de Alexandria. Durante seu patriarcado, ele lidou com um grande número de assuntos relevantes para a Igreja na época. Entre eles, a data da Páscoa, as ações de Melécio de Licópolis. Ele foi o líder da oposição ao arianismo, nomeadamente no Primeiro Concílio de Niceia. Ele também é lembrado por ter sido o mentor daquele que seria seu sucessor, Atanásio de Alexandria, um dos maiores padres da Igreja.

## Biografia
Sabemos comparativamente pouco sobre os anos iniciais de Alexandre. Durante o tempo em que foi padre, ele experimentou em primeira mão as perseguições aos cristãos dos imperadores Galério e Maximino Daia.
Alexandre se tornou patriarca após a morte de Áquila, cujo curto reinado foi atribuído, na época, à sua desobediência ao comando de seu antecessor, Pedro de Alexandria, de nunca readmitir Ário na comunidade cristã.
O próprio Alexandre enfrentou três desafios principais durante o seu episcopado.

### 1. Data da Páscoa
O primeiro foi uma seita cismática, liderada por Erescêncio, que criticava a data da Páscoa (veja Quartodecimanismo). Por conta disto, ele escreveu um tratado sobre a controvérsia, no qual ele citou afirmações mais antigas sobre o assunto feitas por Dionísio de Alexandria. Os seus esforços, apesar de terem ajudado a acalmar a disputa, não foram suficientes para silenciá-la de todo, o que somente foi ocorrer durante o Concílio de Niceia, também realizado durante o seu patriarcado.

### 2. Melécio de Licópolis
Sua segunda grande preocupação foi a questão de Melécio de Licópolis, que continuava a difamar Alexandre assim como já tinha feito com Áquila. Melécio chegou até mesmo a protocolar uma reclamação formal na corte do imperador Constantino I, embora nenhuma atenção especial tenha sido dada a ela. Mais importante, porém, fora o fato de que Melécio parecia ter estabelecido alguma forma de aliança com Ário. Melécio também consagrou bispos por conta própria, sem o consentimento de seu superior imediato. Esta controvérsia iria continuar sem mitigação até Niceia, quando Alexandre permitiu que Melécio voltasse à igreja, efetivamente terminando a aliança com Ário.

### 3. Arianismo
O último e mais importante dos problemas que Alexandre enfrentou foi a questão ariana em si. O predecessor de Alexandre, Áquila, não apenas permitiu que Ário retornasse à Igreja, mas também deu a ele a igreja mais antiga de Alexandria, uma posição que permitia que ele tivesse uma influência sobre a comunidade cristã da cidade. 
Alexandre lutou contra o crescimento da doutrina de Ário em Alexandria convocando sínodos locais e o Concílio de Alexandria em 321, que acabou por expulsá-lo da região. Ário então fugiu para a Palestina, onde foi recebido primeiro por Eusébio de Cesareia e, depois, por Eusébio de Nicomédia, que reclamou não somente a Alexandre como também ao imperador sobre a situação de Ário. 
Os seguidores de Ário em Alexandria passaram então a se dedicar à violência em defesa de suas crenças, o que estimulou Alexandre a escrever uma encíclica a todos os bispos do cristianismo, na qual ele relatou a história do arianismo e sua opinião sobre as falhas no sistema ariano. Alexandre também escreveu uma confissão de fé em defesa de sua própria posição e a enviou para todos os bispos, recebendo amplo apoio. Ele também mantinha correspondência com Alexandre de Constantinopla, protestando contra a violência dos arianos e contra a promulgação das visões de Ário sobre a influência das mulheres e muitos outros assuntos do arianismo. 
Constantino I, agora o único reclamante ao trono após a exececução de Licínio, escreveu uma carta "para Atanásio e Ário", exigindo que Alexandre e Ário terminassem a disputa.
Logo após ter recebido a mensagem de Constantino, Alexandre convocou outro concílio geral de sua diocese, que parece ter confirmado sua concordância com a profissão de fé que Alexandre tinha circulado como sendo um acordo sobre o uso do termo teológico "homoousios". Ele também reafirmou a excomunhão de Ário e dos seguidores de Melécio, o que, é claro, enfureceu os arianos de Alexandria ainda mais. Ário pessoalmente reclamou ao imperador sobre o tratamento que Alexandre havia lhe dado. Na sua resposta, Constantino conclamou Ário a se defender perante um concílio ecumênico da Igreja que seria realizado em Niceia, na Bitínia, em 14 de junho de 325, o primeiro deste tipo na história.

### Primeiro Concílio de Niceia
Alexandre veio ao concílio com um partido que incluía Potamon de Heracleia, Pafnúcio de Tebas e o diácono de Alexandre, Atanásio, que atuou como seu porta-voz. Estava previsto que Alexandre seria o condutor de uma das reuniões, mas ele entendeu que não conseguiria atuar simultaneamente como presidente e acusador oficial e, por isso, ele transferiu a presidência para Hósio de Córdova. Após uma longa discussão, o concílio emitiu uma decisão que, entre outras coisas, confirmou o anátema a Ário, autorizou Alexandre - sob pressão - a permitir que Melécio mantivesse seu título, ainda que sem poder exercitar nenhum poder episcopal. Os bispos que Melécio já tinha ordenado também manteriam seus títulos, mas apenas seriam elevados ao status de bispo quando um dos bispos consagrados por Alexandre morressem. Ele também deu a Alexandre o direito de decidir a datação da Páscoa por conta própria, requerendo dele apenas que comunicasse sua decisão às igrejas ocidentais e orientais. O concílio ainda emitiu uma afirmação permitindo à Igreja egípcia manter as suas tradições sobre o celibato sacerdotal. Sobre isto, Alexandre seguiu o conselho de Pafnúcio de Tebas, que o encorajou a permitir que padres se casassem após terem recebido as ordens.

## Morte
Cinco meses depois de sua volta de Niceia para Alexandria, Alexandre morreu. Uma fonte lista sua morte como sendo no 22º de Baramudah (17 de abril). Alguns alegam que em seu leito de morte ele teria designado Atanásio, seu diácono, como seu sucessor.

## Obras
Muitas das obras cujo autor foi muitas vezes reputado como sendo Alexandre não sobreviveram. Das diversas cartas sobre o arianismo já mencionadas, apenas duas sobreviveram. Sobreviveu também uma homilia, De anima et corpore ("Sobre a alma e o corpo"), atribuída a Alexandre na versão siríaca, a mesma que na versão copta é atribuída a Atanásio.
Outra obra, o Enconium of Peter the Alexandrian é atribuído a Alexandre. Este livro sobreviveu em cinco códices. A obra pôde ser reconstruída baseada nos fragmentos que sobreviraram e numa tradução na "História dos Patriarcas". Ela contém as alusões bíblicas básicas, as tradições e o retrato do martírio de Pedro.

## Veneração
Alexandre é venerado como santo na Igreja Ortodoxa Copta, na Igreja Católica Romana e na Igreja Ortodoxa Oriental.